# Братська могила перших організаторів радянської влади та радянських воїнів

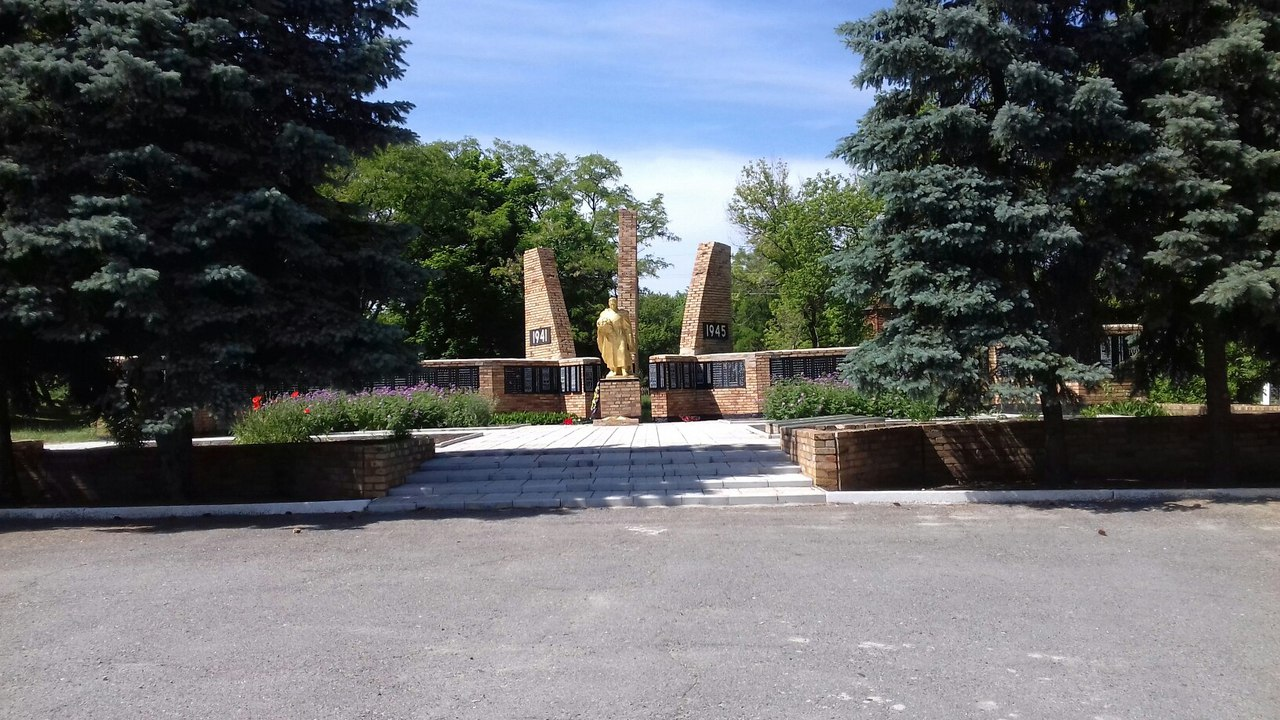

«Бра́тська моги́ла пе́рших організа́торів радя́нської вла́ди та радя́нських во́їнів» — пам'ятка історії місцевого значення (державний охоронний № 829-Дп), розташована у селі Гаврилівка Покровського району Дніпропетровської області. Внесена до переліку пам'яток Наказом Міністерства культури України № 468 від 30 травня 2013 року. Пам'ятка знаходиться в центрі села, біля Будинку культури за адресою вул. Чкалова, 1.
Поховання відносяться до часів Української Народної Республіки та Другої світової війни. За часів Української Народної Республіки повстанцями на чолі із Охтаном Щусем були знищені колаборанти радянської влади: інструктор Олександрівського повітового ревкому Софрон Андрійович Тимошенко, голова місцевого ревкому Микола Руф, член ревкому Загреба та охоронець ревкому Борис Минович Лобода. Двох останніх було поховано у братській могилі в центрі села.
Під час Другої світової війни Гаврилівка була окупована німцями. 8 вересня 1943 року окупаційні формування були витіснені з села силами Червоної армії. Під час боїв за село загинули 33 воїни з 257-ї стрілецької дивізії. Їх було вирішено поховати у тій же могилі, де вже покоїлись останки радянських колаборантів. На місці цього спільного поховання у 1956 році був споруджений меморіал. Роботи з виготовлення пам'ятника виконані Харківськими художніми майстернями (масове виробництво). Проте, ця інформмація не знаходить свого підтвердження в авторитетних джерелах.
За даними ОБД Меморіал у братській могилі поховано 8 військовослужбовців Червоної армії: С.С.Козлов, М.Т.Отрищенко, В.Д.Погосов, Ф.И.Шмаков, П.А.Алферов, Г.В,Багнюк, А.К,Васильев, Ф.М.Єфтеров. , а сам памятник був відкритий 9 травня 1980 р.
По центру меморіалу в глибині стоять три пілони у вигляді пірамід. Ліворуч та праворуч від пірамід протяглися стіни меморіалу, які мають ламану форму. На стінах закріплені металеві дошки з іменами загиблих земляків. Перед пілонами на постаменті стоїть скульптура радянського воїна. На лівому пілоні із зовнішньої сторони на металічній пластині напис — «1941». На правому пілоні — «1945». Справа від меморіалу розташовані три братські могили. У двох могилах поховані воїни радянської армії, а в третій могилі — борці за радянську владу. Зверху могил лежать надгробки з прізвищами загиблих.